# Guo Yuehua
Dans ce nom chinois, le nom de famille, Guo, précède le nom personnel Yuehua.
Pour les articles homonymes, voir Guo.
Guo Yuehua (郭 躍華 / 郭 跃华) Guō Yuèhuá, orthographié parfois Kuo Yao-Hua, né le 4 février 1956 à Xiamen, est un pongiste chinois, deux fois champion du monde en simple en 1981 et 1983.